# Mopsus (zoon van Apollo)
Mopsus (Grieks: Μόψος ο Κλάριος), de zoon van Apollo (of Manto en Rhacius), was een bekende profeet uit de Griekse mythologie. Hij leefde in de tempel van Apollo in Claros. Hij werd vermoord door Amphilochus of Heracles.
Zijn bekendste voorspelling deed hij aan Amphilochus van Colophon in Ionië, aan wie hij grote verliezen voorspelde in een oorlog die de koning aan het organiseren was. Een andere ziener, Calchas, voorspelde daarentegen dat Amphilochus grote overwinningen tegemoet ging. Amphilochus verloor de oorlog, en Calchas stierf kort daarop.
Een andere bekende mythe over Mopsus gaat over zijn waarzeggerswedstrijd met Calchas. Calchas vroeg zijn tegenstander hoeveel bladeren een nabije boom had, waarop Mopsus het correcte antwoord had. Mopsus vroeg Calchas vervolgens hoeveel biggen een bepaalde zwangere zeug zou baren: Calchas moest toegeven dat hij het antwoord niet wist, en Mopsus voorspelde dat het tien biggen waren, waarvan er één mannelijk zou zijn. Zijn profetie werd geverifieerd toen de zeug haar jongen  baarde.
Amphilochus, die zo onder de indruk was van Mopsus' gaven, gaf deze laatste het koningschap over Argos gedurende één jaar. Na die periode keerde Amphilochus terug, maar Mopsus weigerde afstand te doen van de troon. In het gevecht dat volgde werden beiden gedood (hoewel sommige mythen zeggen dat Mopsus werd vermoord door Heracles).